# 블랙 볼트
블랙 볼트(영어: Black Bolt)는 마블 코믹스의 슈퍼히어로 캐릭터이다. 인휴먼스 종족의 일원이자 아틸란 왕가의 왕이다. 인휴먼 이름은 블라카가르 볼타곤(Blackagar Boltagon). 속삭임만으로도 엄청난 충격파를 만들어내는 파괴적인 목소리의 소유자로, 이런 능력 때문에 평소에는 말을 하지 않는다. 1965년 3월 《판타스틱 포》 36호에 악역으로 처음 등장했고, 스탠 리와 잭 커비가 공동 창작하였다. 드라마 《인휴먼스》에서는 앤슨 마운트가 블랙 볼트 역으로 캐스팅되었다.

## 담당 배우

### 영화
- 닥터 스트레인지: 대혼돈의 멀티버스(2022) - 앤슨 마운트

### TV 드라마
- 인휴먼스(2017) - 앤슨 마운트

## 담당 성우

### TV 애니메이션
- 얼티밋 스파이더맨(2011) - 프레드 태터쇼어
- 가디언즈 오브 갤럭시(2015) - 트레버 더발
- 어벤저스 어셈블(2013) - 프레드 태터쇼어